# Dischista cincta
Dischista cincta är en skalbaggsart som beskrevs av Degeer 1778. Dischista cincta ingår i släktet Dischista och familjen Cetoniidae. Utöver nominatformen finns också underarten D. c. werneri.